# Altiplano (película)
Altiplano es una película de 2009 de Peters Brosens y Jessica Woodworth, protagonizada por Magaly Solier, Jasmin Tabatabai y Olivier Gourmet. Tiene lugar en tres continentes en cinco idiomas diferentes. Cuenta las historias de dos mujeres en duelo y cómo se fusionan sus destinos. 

## Argumento
La fotógrafa Grace está devastada después de que se vio obligada a tomar una fotografía del asesinato de su guía en Irak. De vuelta en Bélgica, retira la fotografía después de que ya había sido nominada para el Premio Pulitzer. Su esposo Max es oculista y se va a trabajar a una clínica oftalmológica en los Andes en Perú. Una mina local derrama mercurio que hace que muchas personas de la aldea cercana de Turubamba sucumban a la enfermedad. Max y sus colegas médicos sospechan que las toxinas son la razón del afecto. Ellos deciden recolectar más datos en Turubamba. 
Mientras tanto, Saturnina, una joven del pueblo pierde a su prometido por la contaminación. A la llegada de los médicos, la madre del novio de Saturnina rechaza airadamente la solicitud de los médicos de examinar el cuerpo. Los aldeanos se vuelven furiosos contra los médicos y matan a Max. Saturnina lidera una manifestación fallida contra los camioneros de la mina. Después de su disolución, Saturnina se suicida bebiendo plata y filma su muerte en la cámara que Max había dejado caer cuando lo mataron. 
Grace emprende un viaje al lugar de la muerte de Max. La madre de Saturnina le da la bienvenida y le ofrece hospitalidad. Grace mira el video. Al final, ella participa en el funeral de Saturnina y finalmente termina su luto por su marido. 

## Producción
El rodaje se realizó en lugares de Bélgica y Perú durante 43 días entre junio y octubre de 2008. Debido a las condiciones climáticas extremas a 5.000 m de altura en los Andes de Perú, los técnicos, la producción y el reparto tuvieron acceso a un equipo médico las 24 horas del día. 
Aunque la película es ficticia, está inspirada en hechos reales que tuvieron lugar en el año 2000 en Choropampa. Además, algunos personajes como Saturnina y Max también se basan en informes y anécdotas de aldeanos locales y médicos extranjeros.

## Reparto
- Magaly Solier como Saturnina.
- Jasmin Tabatabai como Grace.
- Olivier Gourmet como Max.
- Behi Djanati Ataï como Sami.
- Edgar Condori como Nilo / Omar.
- Sonia Loaiza como madre.
- Edgar Quispe como Ignacio.
- Norma Martínez como doctora.
- Rodolfo Rodríguez como Raúl.

## Recepción y premios
La película ha obtenido principalmente respuestas positivas.
También ha ganado varios premios de cine independiente: 
- Festival Internacional de Cine de Bangkok 2009: Premio Golden Kinnaree Especial para la Conciencia Ambiental[4]
- Festival de Cine Europeen de Virton 2009: Premio de la Ciudad Virton
- Lucania Film Festival 2010: Mejor largometraje[5]
- Festival de Cinema de Avanca 2010: Mejor largometraje[6]
- Festival de Cinema de Avanca 2010: Mejor actriz para Magaly Solier
- Festival Internacional de Cine Tofifest 2010: Premio Especial del Jurado[7]

La película fue nominada a dos premios Magritte en la categoría de Mejor película en coproducción y Mejor diseño de vestuario para Christophe Pidre y Florence Scholtes en 2011.